# Lumbrinerides neogesae
Lumbrinerides neogesae är en ringmaskart som beskrevs av Michiya Miura 1981. Lumbrinerides neogesae ingår i släktet Lumbrinerides och familjen Lumbrineridae. Inga underarter finns listade i Catalogue of Life.